# Jon Fridrik Kjølbro
Jon Fridrik Kjølbro (* 2. Juni 1967 in Gentofte) ist ein dänischer Jurist und ehemaliger Richter am Europäischen Gerichtshof für Menschenrechte.

## Leben und Wirken
Kjølbro erwarb nach dem Studium der Rechtswissenschaften 1992 an der Universität Kopenhagen den Titel Master of Laws. Anschließend arbeitete er als Staatsanwalt bei der Bezirksstaatsanwaltschaft Kopenhagen, 1994 kurz bei der Reichsstaatsanwaltschaft in Kopenhagen. Von 1994 bis 1996 arbeitete Kjølbro als Richter am Bezirksgericht in Tórshavn auf den Färöer. 1996 kehrte zur Reichsstaatsanwaltschaft nach Kopenhagen zurück, wo er bis 2001 tätig war. Nebenbei nahm er diverse Stellungen am dänischen Justizministerium wahr, unter anderem in der Abteilung für Strafsachen und für Menschenrechtsfragen. Von 2003 bis 2004 war er ad hoc Richter am Østre Landsret, dem höchsten Gerichts Dänemarks für die östlichen Regionen. Nach einer anschließenden einjährigen Tätigkeit als Richter am Kopenhagener Bezirksgericht kehrte er als ordentlicher Richter an den Østre Landsret zurück, wo er bis 2014 tätig war. Ab 2010 war er stellvertretender Kammervorsitzender. Seit dem 1. April 2014 war Kjølbro als Nachfolger von Peer Lorenzen der Vertreter Dänemarks als Richter am Europäischen Gerichtshof für Menschenrechte. Seit dem 1. Februar 2019 war er Präsident der IV. Sektion des EGMR. Im April 2023 wurde er nach Ende seiner Amtszeit durch Anne Louise Bormann ersetzt.

## Werke (Auswahl)
- Den Europæiske Menneskerettighedskonvention [Die europäische Menschrechtskonvention]. 4. Auflage. Djøf Forlag, Kopenhagen 2017, ISBN 978-87-574-2563-5 (dänisch).